# Eric Geboers
Eric Geboers (Neerpelt, Bélgica, 5 de agosto de 1962-Mol, Bélgica, 6 de mayo de 2018) fue un piloto de motocross belga, Compitió en el Campeonato Mundial de Motocross desde 1980 hasta 1990. Geboers fue cinco veces campeón del mundo en 3 categorías diferentes.

## Biografía
Geboers nació en Neerpelt, Bélgica, donde su padre era dueño de una gasolinera y también vendía automóviles, además de ciclomotores y scooters. Era el menor de cinco hermanos que corrían con motocicletas, su hermano mayor, Sylvain Geboers, quien terminó entre los tres primeros del campeonato mundial de motocross de 250cc durante cinco años consecutivos entre 1968 y 1972. 
Geboers comenzó a competir profesionalmente en motocross en el campeonato mundial de motocross de 125cc de 1980 para el equipo de carreras de fábrica Suzuki dirigido por su hermano Sylvain. Tuvo un impacto inmediato al ganar el Gran Premio de Francia de 125cc de 1980 en solo el segundo Gran Premio de su carrera. Luego ganó dos Grandes Premios más en Alemania y Checoslovaquia para terminar la temporada en tercer lugar en el campeonato detrás de Harry Everts y Michele Rinaldi. Geboers ganó tres Grandes Premios más en el mundial de motocross de 125cc de 1981, mejorando al segundo lugar en el campeonato detrás de Everts, que había defendido con éxito su título. En 1982, Geboers dominó la segunda mitad de la temporada del campeonato mundial de motocross de 125cc al ganar cinco de las últimas seis carreras de Grandes Premios, resultado que le valio para ganar su primer campeonato mundial con Suzuki. Defendió con éxito su título en 1983 al ganar seis de las doce carreras del Gran Premio durante el mundial de motocross de 125cc. 
La decisión de Suzuki de retirarse del mundial de motocross al final de la temporada de 1983 llevó a Geboers a firmar un contrato para convertirse en miembro del poderoso equipo de carreras de fábrica de Honda, que incluía en sus filas al actual campeón del mundo André Malherbe, así como a David Thorpe y André Vromans. Mientras estaba con el equipo Honda, el director del equipo Honda, Steve Whitlock, le dio el apodo de The Kid debido a su pequeña estatura. Terminó el año en el quinto lugar en el campeonato mundial de motocross de 500cc, detrás de sus tres compañeros de equipo de Honda y del piloto de Kawasaki Georges Jobé. Geboers mejoró al tercer lugar en la temporada 1985, detrás de sus compañeros de equipo de Honda Malherbe y Thorpe, y este resultado se repitió en el mundial de 1986 con los tres compañeros de equipo de Honda capturando los tres primeros resultados en la clasificación final de la temporada. 
Whitlock convenció a Geboers para competir en el mundial de 250cc en 1987, con la promesa de que podría regresar a la clase de 500cc si ganaba el título de 250cc. Geboers ganó cinco carreras de Gran Premio para ganar el campeonato mundial de 250cc de 1987, lo que le permitió regresar a la categoría reina de 500cc. Al año siguiente, ganó el primero de sus dos Campeonatos Mundiales FIM de 500cc para convertirse en el primer piloto en ganar campeonatos mundiales FIM en las tres clases. Su desempeño le valió el Premio Nacional al Mérito Deportivo Belga de 1988 y fue nombrado Deportista Belga del Año 1988. A los 28 años, Geboers se retiró en la cima de su deporte en 1990 al ganar el título de 500cc en su última temporada como profesional. Ganó la última prueba de su carrera en el Gran Premio de los Estados Unidos de 500cc de 1990. 
Geboers formó parte del equipo belga que ganó la copa de las Naciones de la FIM en 1983 celebrada en Suiza, también ganó la carrera de playa de Le Touquet tres veces consecutivas entre 1988 y 1990. 
Después de su retiro de las carreras de motocross, Geboers comenzó una carrera en carreras de resistencia de autos deportivos, compitiendo en el Campeonato FIA GT de 2001 y 2002 en eventos como el FIA GT Jarama 500 km de 2001 y las 24 horas de Spa en 2001 y 2002. Geboers dirigió el equipo de motocross Suzuki junto con su hermano, con los pilotos belgas Clement Desalle y Kevin Strijbos.

## Fallecimiento
Geboers falleció el 6 de mayo de 2018 al ahogarse en un lago en Mol, Bélgica, tras saltar de un bote para salvar a su perro. Geboers tuvo dificultades para flotar y no logró salir a la superficie. Los equipos de rescate recuperaron su cuerpo al día siguiente. Según se informo, el perro, un regalo reciente de su esposa, sobrevivió.
La causa final de la muerte resultó ser un shock frío. La superficie del agua estaba bastante caliente ese 6 de mayo, pero aún estaba helada por debajo. 

## Palmarés
- Campeón del Mundo en 1982 de 125cc.
- Campeón del Mundo en 1983 de 125cc.
- Campeón del Mundo en 1987 de 250cc.
- Campeón del Mundo en 1988 de 500cc.
- Campeón del Mundo en 1990 de 500cc.

## Honores y premios
- Deportista belga del año : 1988
- Premio Nacional Belga al Mérito Deportivo : 1988
- Primer "Mr. 875cc" (ganador de títulos mundiales en 125/250/500cc): 1988.
- Trofeo Leyenda del Motocross FIM: 2011[3]